# Równanie Nernsta-Einsteina
Równanie Nernsta-Einsteina wiąże graniczną przewodność molową (zob. Równanie Kohlrauscha) ze współczynnikami dyfuzji jonów:
Równanie ma postać:
{\displaystyle \Lambda _{m}^{0}={\frac {F^{2}}{RT}}\left(\nu _{+}z_{+}^{2}D_{+}+\nu _{-}z_{-}^{2}D_{-}\right),}
gdzie:
{\displaystyle \Lambda _{m}^{0}} – graniczna przewodność molowa przy stężeniu dążącym do zero, gdy jony praktycznie ze sobą nie mogą oddziaływać,
{\displaystyle F} – stała Faradaya,
{\displaystyle R} – (uniwersalna) stała gazowa,
{\displaystyle T} – temperatura,
{\displaystyle \nu _{+}} i {\displaystyle \nu _{-}} – liczba kationów i anionów w (formalnej) cząsteczce elektrolitu,
{\displaystyle z_{+}} i {\displaystyle z_{-}} – ładunek kationu i anionu,
{\displaystyle D_{+}} i {\displaystyle D_{-}} – współczynniki dyfuzji jonów.
Na podstawie danych przewodności elektrolitów i równania Nernsta-Einsteina można wyznaczyć jonowe współczynniki dyfuzji {\displaystyle D.}